# Behrići
Behrići su naseljeno mjesto u općini Kiseljak, Federacija Bosne i Hercegovine, BiH.

## Stanovništvo

### 1991.
Nacionalni sastav stanovništva 1991. godine, bio je sljedeći:
ukupno: 199
- Muslimani - 153 (76,88%)
- Hrvati - 45 (22,61%)
- ostali, neopredijeljeni i nepoznato - 1 (0,50%)

### 2013.
Nacionalni sastav stanovništva 2013. godine, bio je sljedeći:
ukupno: 190
- Bošnjaci - 172 (90,53%)
- Hrvati - 17 (8,95%)
- ostali, neopredijeljeni i nepoznato - 1 (0,53%)

## Vanjske poveznice
- Satelitska snimka[neaktivna poveznica]